# 中国人民解放军空军第二军
中国人民解放军空军第二军，军部驻地辽宁省丹东市，隶属中国人民解放军沈阳军区空军。

## 沿革
1948年4月，安东军区独立第1、2、3团、警卫团及本溪保安团一部为基础成立东北人民解放军独立第3师，归安东军区指挥。1948年11月改称中国人民解放军第165师。师长陈金钰，代政治委员苏启胜。1949年5月,改为平津卫戍司令部独立第208师，下辖第622、623、624。
1950年11月25日,空军混成第4旅第11团及接收第3、4航校速成班30名学员，、第五航校第1期甲班提前毕业的30名飞行学员和原混成第4旅第10团留上海的地勤人员，以华北军区独立208师师部及所属的步兵第624团团部基础，在上海龙华机场组建空2旅。以华北独立208师师部组建旅部。不久改编为空2师。首任师长刘善本，政委张百春。。
1952年8月1日，以空军第2师和陆军抽调干部合编正式成立中国人民志愿军空军第二军，一部分人组成空军联合司令部辅助指挥所，第三、四、六师属空军第二军建制，但当时由空军联合司令部直接指挥。成立时，第二任军长王德贵，副军长兼参谋长高厚良，副政治委员张百春，政治部主任李荆山，副参谋长黄鲁。1952年11月起，空军第二军负责领导与指挥空军联合司令部二线部队。1953年1月前，指挥第四、六、十八师；1953年1月后，指挥第三、四、十八师；1953年3月后，指挥第三、十二师、第九师第二十七团，朝鲜人民军空军第一师及第三师第六十一团。
回国后，1953年12月中国人民解放军空军第二军划归东北军区空军建制。1955年5月6日，划归沈阳军区空军建制。1985年百万大裁军中，1985年8月23日空军第二军军部撤销。

## 历任领导
| 军长 - 段苏权（1951年10月—1952年4月） - 王德贵 少将（1952年5月—1956年6月） - 方子翼 少将（1956年6月—1959年4月） - 方槐 少将（1959年4月—1966年3月3日） - 邹炎 少将（1966年3月3日—1969年3月1日） - 陈海林（1969年3月1日—1979年2月） - 宋文洲（1979年2月—1983年5月20日） - 谢德财（1983年5月20日—1985年8月） 副军长 - 高厚良（1952年7月—1953年2月28日） - 方子翼（1953年10月—1956年6月） - 张子安 大校（1956年6月—1978年10月） - 王学清（1959年1月—1961年7月） - 崔戈英（1959年8月—1964年2月） - 邹炎（1964年2月—1966年3月） - 李飞（1965年11月—1975年5月） - 孙景华（1965年11月—1968年5月） - 苑国辉（1969年3月—1977年12月） - 侯书军（1969年3月—1979年2月） - 王恩富（1973年12月—1983年5月） - 宋文洲（1975年7月—1979年2月） - 赵明（1978年1月—1983年5月） - 谢德财（1978年11月—1983年5月） - 宋占元（1980年3月—1983年5月） - 曹天臣（1983年5月—1983年8月） - 王全博（1983年5月—1985年8月） - 余耀忠（1983年5月—1985年8月） - 朱占国（1984年8月—1985年8月） | 政治委员 - 张百春（1953年2月28日—1954年5月） - 李庆柳 少将（1954年5月—1956年7月） - 张百春 少将（1956年7月—1959年11月） - 李赤然 少将（1959年11月—1962年3月15日） - 梅盛伟 少将（1962年3月15日—1964年5月） - 赵其林 大校（1964年5月—1969年3月3日） - 任球（1969年3月—1978年1月） - 徐文智（1978年1月—1979年2月） - 王绍玉（1979年2月—1982年3月） - 张振先（1982年3月—1983年5月20日） - 王昭铭（1983年5月20日—1985年8月） 副政治委员 - 张百春（1951年10月—1953年2月28日） - 李庆柳（1954年12月—1956年5月） - 李荆山 大校（1959年6月—1965年1月） - 赵其林（1964年7月—1965年5月27日） - 王恕年（1969年12月14日—1979年1月） - 杨士梅（1970年3月—1978年2月） - 徐文智（1973年2月—1978年1月） - 曹源漱（1978年2月—1982年4月） - 李奴青（1979年1月—1983年5月） - 张振先（1980年9月—1982年3月） - 王耀宗（1983年5月—1985年8月） |

| 参谋长 - 高厚良（1952年7月—1953年2月，副军长兼） - 尉剑畴（1954年12月—1959年6月） - 邢礼文 上校（1962年—1964年11月） - 李飞（1964年11月—1965年11月；1965年11月—1969年3月，副军长兼） - 赵震堂（1969年3月—1977年12月） - 张连润（1977年12月—1983年5月） - 王耀宗（1983年5月—1985年8月） | 政治部主任 - 李荆山（1952年7月—1954年6月） - 张少虹 大校（1954年6月—1959年4月） - 戚先初（1959年4月—1960年7月2日） - 赵其林（1960年7月22日—1964年7月；1964年7月—1965年5月，副政治委员兼） - 王恕年（1965年4月—1969年12月14日） - 许映泉（1969年12月14日—1973年10月） - 许洪均（1973年10--1980年2月） - 李厚民（1979年4月—1982年8 月） - 梁延乐（1983年5月—1985年8月） |